# Torrent (filme)
Torrent (bra Laranjais em Flor) é um filme estadunidense de 1926, do gênero drama romântico, dirigido por Monta Bell, com roteiro baseado no romance Entre Naranjos, de Vicente Blasco Ibáñez.
Chegou a ser distribuído também como The Torrent.